# SYM-OP-IS
SYM-OP-IS (symopis/simopis) je interanacionalna konferencija koja se održava od 1974. godine. 
Skup se održava jednom godišnje i okuplja operacione istraživače sa ciljem razmene najnovijih iskustava, naučnih i stručnih informacija stečenih na polju operacionih istraživanja.
Od 2015. Godine SYM-OP-IS je prepoznat kao međunarodni naučni skup. Od 2017. godine SYM-OP-IS skup dobija status interancionalne konferencije priznatim od strane Ministarstva prosvete, nauke i tehnološkog razvoja.

## Realizacija
Simpozijum se realizuje kroz plenarna predavanja i u okviru tematskih sekcija koje obezbeđuju razmenu ideja i razmatranje relevantnih pitanja kroz dragocene susrete  istraživača iz akademske zajednice i prakse kako iz zemlje tako i inostranstva. 

## Cilj
Osnovni cilj Simpozijuma je razvoj i primena novih metoda, modela i tehnika operacionih istraživanja. Simpozijum vrši stalni podstrek članova naučne zajednice i privrednika koji su zainteresovani za implementaciju novih rešenja, baziranih na metodama operacionih istraživanja da učestvuju u radu na nekim od mnogobrojnih sekcija i tematskih oblasti Simpozijuma. 

## Programske oblasti/sekcije
- Ekologija
- Ekonomski modeli i Ekonometrija
- Ekspertni sistemi-podrška odlučivanju
- Elektronsko poslovanje
- Energetika
- Finansije i Bankarstvo
- Geoinformacioni sistemi
- Građevinarstvo
- Grafovi i mreže
- Informacioni sistemi
- Istraživanje i razvoj
- Istraživanje podataka
- Kombinatorna optimizacija
- Logistika
- Masovno opsluživanje
- Matematičko programiranje
- Meko računarstvo
- Menadžment
- [Poljoprivreda], šumarstvo i vodoprivreda
- Poslovna inteligencija i odlučivanje
- Pouzdanost i održavanje
- Predviđanje i planiranje
- Primene OI u odbrani
- Rudarstvo i geologija
- Saobraćaj, transport i komunikacije
- Simulacija
- Statistički modeli
- Stohastički modeli i vremenske serije
- Upravljanje proizvodnjom i zalihama
- Upravljanje rizikom
- Višekriterijumska analiza i optimizacija
- Posebna tema 2017 godine - KVANTITATIVNI MODELI U FINANSIJAMA

## Kratka istorija i obim naučnog delovanja
Od 2017. godine SYM-OP-IS skup dobija status Interancionalne konferencije priznatim od strane Ministarstva prosvete, nauke I tehnološkog razvoja.
Od 2015. godine SYM-OP-IS je prepoznat kao medjunarodni naučni skup. 
Pre 2015, godine SYM-OP-IS je predstavljao regionalnu/nacionalnu konferenciju sa medjunarodnim učešćem.
Tokom proteklih 44 godine koliko se konferencija neprekidno održava na konferenciji je učestvovalo preko 10000 autora, a u zbornicima radova koji su se štampali pre svakog Simpozijuma kao saatavni deo radnog materijala objavljeno je do sada preko 6200 radova. 
Radovi i saopštenja koji se prezentuju i objavljuju u zborniku radova svrstavaju se u 31. sekciju Simpozijuma.

## Više o konferenciji

#### Organizatori
Glavni organizator SYM-OP-IS za 2017
- Visoka građevinsko-geodetska škola, Beograd

Suorganizatori SYM-OP-IS-a za 2017
- Ministarstvo odbrane Republike Srbije
- Vojska Srbije
- Matematicki institut SANU, Beograd
- Matematički fakultet, Beograd
- Ekonomski fakultet, Beograd
- Ekonomski institut, Beograd
- Fakultet organizacionih nauka, Beograd
- Rudarsko-geološki fakultet, Beograd
- Institut - Mihajlo Pupin, Beograd
- Saobraćajni fakultet, Beograd